# Chi Lục bình
Chi Lục bình hay còn gọi chi bèo tây (danh pháp khoa học: Eichhornia) là một chi thực vật có hoa trong họ Pontederiaceae.

## Các loài
- Eichhornia azurea
- Eichhornia crassipes
- Eichhornia diversifolia
- Eichhornia heterosperma
- Eichhornia paniculata
- Eichhornia paradoxa

## Bị xem là loài xâm lấn
Các loài trong chi này được du nhập rộng rãi vào Bắc Mỹ, châu Á, Úc, châu Phi và New Zealand. Chúng được tìm thấy trong các vực nước lớn như ở Louisiana, hoặc Kerala Backwaters ở Ấn Độ. Ở nhiều nơi, đặc biệt là loài E. crassipes, là loài xâm lấn nguy hiểm. Từ khi được du nhập vào Bắc Mỹ lần đầu năm 1884, ước tính có khoảng 50 kg/m2 các loài này trong các vùng nước ở Florida, Khi không được kiểm soát, chúng sẽ bao phủ hoàn toán các ao hồ; điều này làm ảnh hưởng dòng chảy, ngăn ánh sáng chiếu đến các loài thủy sinh bản địa, giảm lượng oxy hòa tan, và làm chết cá. Các loài này thường gây ra các vấn đề nghiêm trọng đối với các hồ nhân tạo nếu không được kiểm soát, nhưng cũng có thể cung cấp nguồn thức ăn cho cá vàng, giữ nước trong sạch

## Sử dụng
Loài này có khả năng hấp thụ kim loại nặng như Cd, Cr, Co, Ni, Pb và Hg, nên thích hợp trong việc làm sạch sinh học học nước thải công nghiệp, , ,. Ngoài kim loại nặng, loài Eichhornia crassipes cũng có thể loại bỏ các chất độc khác như cyanide, đặc biệt có ý nghĩa đối với những khu vực đã chịu tác động của việc khai thác mỏ vàng.
Lục bình loại bỏ arsen trong nước uống bị ô nhiễm arsen. Đây là công cụ hữu ích trong việc loại bỏ arsen từ nước giếng bị ô nhiễm ở Bangladesh.
Lục bình làm thúc đẩy sự nitrat hóa trong các hệ thống xử lý nước thải dùng công nghệ sinh học. Rễ của chúng là môi trường thuận lợi cho cộng đồng vi khuẩn phát triển.